# André Cruz
André Cruz, właśc. André Alves da Cruz (ur. 20 września 1968 w Piracicaba) – piłkarz brazylijski grający na pozycji środkowego obrońcy.

## Kariera klubowa
André Cruz pochodzi ze stanu São Paulo. Karierę piłkarską rozpoczął w klubie Associação Atlética Ponte Preta z miasta Campinas. W 1986 roku zadebiutował w jego barwach w lidze brazylijskiej. Grał tam przez cztery sezony, ale nie osiągnął większych sukcesów i w 1990 roku przeniósł się do Rio de Janeiro by występować w tamtejszym Clube de Regatas do Flamengo. We Flamengo spędził pół roku.
W 1990 roku Cruz wyjechał do Europy, a jego pierwszym klubem na tym kontynencie stał się belgijski Standard Liège. Tam występował w linii obrony, m.in. z Regisem Genauxem, Stéphane’em Demolem i Mirceą Rednicem. Swoje największe sukcesy w Belgii święcił w sezonie 1992/1993, w którym został wicemistrzem Belgii oraz wystąpił w wygranym 2:0 finale Pucharu Belgii z R. Charleroi S.C.
W 1994 roku Cruz trafił na Półwysep Apeniński i podpisał kontrakt z zespołem SSC Napoli. W Serie A zadebiutował 4 września w wygranym 1:0 domowym spotkaniu z Reggianą. W sezonie 1994/1995 zdobył 7 bramek w lidze i należał do najskuteczniejszych obrońców włoskiej ekstraklasy. W Napoli grał do końca sezonu 1996/1997, ale nie osiągnął większych sukcesów. Latem 1997 przeszedł do jednego z najbardziej utytułowanych klubów w kraju, A.C. Milan, w którym zaczął występować wraz z rodakiem Leonardo. W Milanie grał przez półtora roku, ale był rezerwowym i zaliczył tylko 13 spotkań, w których zdobył jednego gola. Jedynym sukcesem było wywalczenie mistrzostwa Włoch w 1999 roku.
Na początku 1999 roku Cruz wrócił do Standardu, ale spędził tam tylko pół roku. W sezonie 1999/2000 znów grał we Włoszech, tym razem w drużynie Torino Calcio, ale już wiosną przeniósł się do portugalskiego Sporting Clube de Portugal. W Sportingu występował w pierwszym składzie. W 2000 roku sięgnął po tytuł mistrza Portugalii, a w 2002 roku po dublet – mistrzostwo i Puchar Portugalii.
W połowie 2002 roku Cruz wrócił od Brazylii. Do końca roku grał w zespole Goiás Esporte Clube by cały 2003 rok spędzić w Sport Club Internacional z Porto Alegre. W 2004 roku rozegrał dwa spotkania dla Goiás, po czym zakończył piłkarską karierę.
| Sezon   | Klub                       | Kraj       | Rozgrywki             | Mecze | Bramki |
| ------- | -------------------------- | ---------- | --------------------- | ----- | ------ |
| 1986    | Ponte Preta                | Brazylia   | Campeonato Brasileiro | 14    | 0      |
| 1987    | Ponte Preta                | Brazylia   | Campeonato Brasileiro | ?     | ?      |
| 1988    | Ponte Preta                | Brazylia   | Campeonato Brasileiro | ?     | ?      |
| 1989    | Ponte Preta                | Brazylia   | Campeonato Brasileiro | ?     | ?      |
| 1990    | CR Flamengo                | Brazylia   | Campeonato Brasileiro | ?     | ?      |
| 1990/91 | Standard Liège             | Belgia     | Eerste Klasse         | 28    | 2      |
| 1991/92 | Standard Liège             | Belgia     | Eerste Klasse         | 30    | 5      |
| 1992/93 | Standard Liège             | Belgia     | Eerste Klasse         | 16    | 2      |
| 1993/94 | Standard Liège             | Belgia     | Eerste Klasse         | 33    | 9      |
| 1994/95 | SSC Napoli                 | Włochy     | Serie A               | 30    | 7      |
| 1995/96 | SSC Napoli                 | Włochy     | Serie A               | 29    | 1      |
| 1996/97 | SSC Napoli                 | Włochy     | Serie A               | 24    | 5      |
| 1997/98 | A.C. Milan                 | Włochy     | Serie A               | 11    | 1      |
| 1998/99 | A.C. Milan                 | Włochy     | Serie A               | 2     | 0      |
| 1998/99 | Standard Liège             | Belgia     | Eerste Klasse         | 10    | 1      |
| 1999/00 | Torino Calcio              | Włochy     | Serie A               | 13    | 1      |
| 1999/00 | Sporting Clube de Portugal | Portugalia | Superliga             | 18    | 4      |
| 2000/01 | Sporting Clube de Portugal | Portugalia | Superliga             | 33    | 2      |
| 2001/02 | Sporting Clube de Portugal | Portugalia | Superliga             | 27    | 3      |
| 2002    | Goiás Esporte Clube        | Brazylia   | Campeonato Brasileiro | 16    | 1      |
| 2003    | Sport Club Internacional   | Brazylia   | Campeonato Brasileiro | 10    | 1      |
| 2004    | Goiás Esporte Clube        | Brazylia   | Campeonato Brasileiro | 2     | 0      |

## Kariera reprezentacyjna
W 1988 roku André Cruz był członkiem olimpijskiej reprezentacji Brazylii na Igrzyska Olimpijskie w Seulu. Tam występował w pierwszym składzie. W finale Brazylijczycy ulegli 1:2 zespołowi ZSRR.
W pierwszej reprezentacji „Canarinhos” Cruz po raz pierwszy wystąpił 3 sierpnia 1988, a Brazylia pokonała w towarzyskim spotkaniu Austrię 2:0. W 1989 roku zagrał na Copa América 1989 i sięgnął z partnerami po mistrzostwo Ameryki Południowej. Natomiast w 1995 roku na Copa América 1995 zajął z Brazylią 2. miejsce. W 1998 roku został powołany przez Mário Zagallo do kadry na Mistrzostwa Świata we Francji. Wywalczył tam srebrny medal za wicemistrzostwo świata, ale nie rozegrał żadnego spotkania. Po tym turnieju zakończył reprezentacyjną karierę, a w drużynie narodowej wystąpił 31 razy i zdobył 1 gola.